# 中朝商民水陸貿易章程
中朝商民水陸貿易章程（英語: China–Korea Treaty of 1882）は1882年（明治15年）10月、清と李氏朝鮮の間で締結された条約である。朝鮮が中国の『属国』であることが明記されており、清による朝鮮『属国』支配の実質化となった。

## 概要
壬午軍乱終結後の1882年9月13日、清の光緒帝は興宣大院君（朝鮮国王高宗の父）の河北省拘留と呉長慶麾下の将兵3,000名の漢城府（現、ソウル特別市）駐留の命を下した。
清国が軍事力を背景に宗主権の強化再編に乗り出したのである。
清にすがって国内を統治しようとする高宗とその王妃閔妃一族の閔氏政権の親清政策もこれを助けたが、従来の宗属関係は藩属国の内治外交には干渉しないことを原則としていたので、これは両国を近代的な宗属関係に変質させる意味合いをもっていた。
1882年10月4日、清国と朝鮮は河北省天津において中朝商民水陸貿易章程を締結した。
清国側は北洋大臣李鴻章のほか周馥と馬建忠が、朝鮮側は兵曹判書趙寧夏と金宏集（のち、金弘集）、魚允中がこれに署名した。この章程は両国間で締結された近代的形式を踏んだ条約としては最初のものであった。
しかし、その内容は清の朝鮮に対する宗主権を明確にしたものであり、清による属国支配を実質化するものであった。

## 条約
前文に「朝鮮久列藩封」「惟此次所訂水陸貿易章程系中國優待屬邦之意」と明文化して、朝鮮が清の属国であることが明記された。まず旧来の朝貢関係が不変であることが示され、この貿易章程が中国の属邦を特に「優待」するものであり、それぞれの国が等しく潤うものではないとされた。
換言すれば、これは宗属関係に由来する独自の規定であり、他の諸外国は最恵国待遇をもってしても、この貿易章程上の利益にあずかることができないという意味であった。
清国は属国朝鮮に恩恵を施す存在であると明記され、朝鮮人が北京で倉庫業・運送業・問屋業を店舗営業できる代わりに、清国人は漢城や楊花津で同様の店舗経営ができるものとした。
これは諸外国が朝鮮とむすんだ通商条約にはない規定であり、したがって貿易章程における「属邦優待」とは、清国が朝鮮貿易上の特権を排他的に独占し、清国の内治通商支配を基礎づけるものであった。
第一条には、「則詳請北洋大臣咨照朝鮮國王轉札其政府籌辦」とあり、北洋大臣が朝鮮国王と同格であることが規定されている。
清国は1884年2月、同章程第4条を改訂して内地通商権をさらに広げている。